# Верхний Курмей
Верхний Курмей — деревня в Абдулинском городском округе Оренбургской области.

## География
Деревня расположена в северо-западной части области, недалеко от центра городского округа — Абдулино.
Часовой пояс
Деревня Верхний Курмей как и вся Оренбургская область, находится в часовой зоне МСК+2. Смещение применяемого времени относительно UTC составляет +5:00.

## История
До 1 января 2016 года деревня входила в состав Емантаевского сельсовета.

## Население
| 2010 |
| ---- |
| 67   |